# Friedrich Wimmer (Verwaltungsjurist)

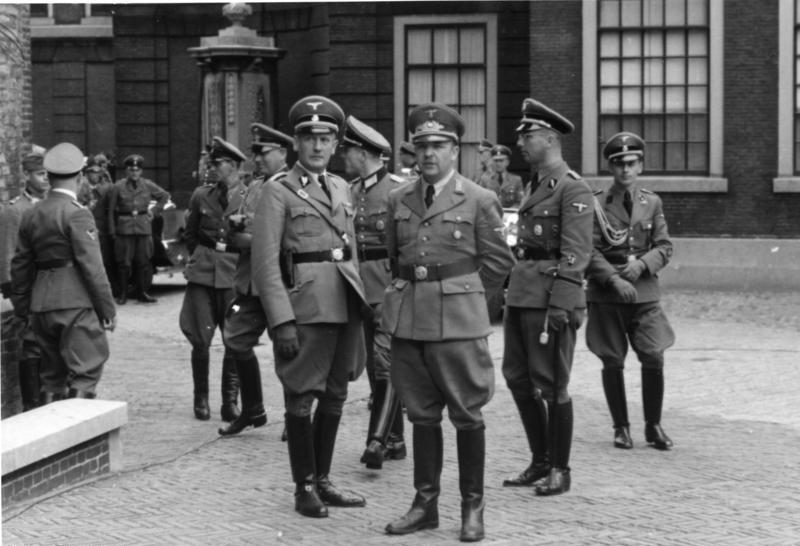
Wimmer (links), als Generalkommissar in den Niederlanden, Den Haag 21. Juni 1940.

Friedrich Wimmer (* 9. Juli 1897 in Salzburg; † 2. August 1965 in Regensburg) war österreichischer Verwaltungsjurist in der Zeit des Nationalsozialismus. Er war unter anderem österreichischer Staatssekretär im Kabinett Seyß-Inquart, Regierungspräsident von Niederbayern und der Oberpfalz sowie Generalkommissar der Verwaltung und Justiz in den besetzten Niederlanden unter Arthur Seyß-Inquart.

## Biografie

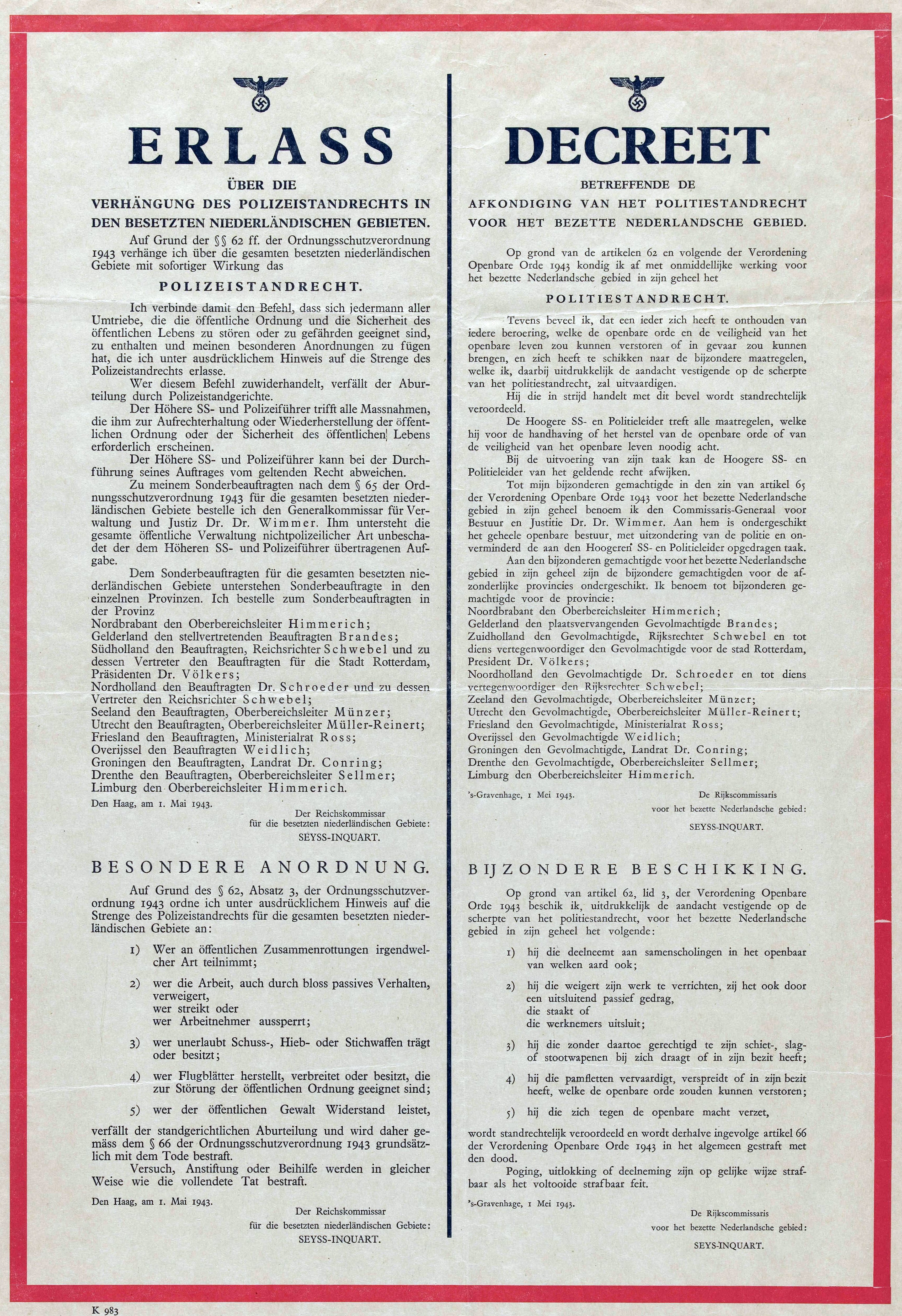
Verkündung des Polizeistandrechts, 1943.

Wimmer entstammte einem national gesinnten Elternhaus. Der Buchbindersohn schloss seine Schullaufbahn nach dem Besuch der Volksschule und dem Staatsgymnasium in seiner Heimatstadt mit der Matura ab. Von 1915 bis 1918 nahm er als Soldat der k.u.k. Armee am Ersten Weltkrieg teil und wurde nach Kriegsende als Leutnant der Reserve aus der Armee entlassen.
Er begann im April 1915 an der Universität Wien ein Studium, das er kriegsbedingt drei Monate nach Beginn für die Kriegsdauer unterbrach. Nach Kriegsende setzte er sein Studium mit Hauptfach Kunstgeschichte bei Josef Strzygowski fort, dessen rassischen Theorien Einfluss auf Wimmer ausübten. Von Wien wechselte er 1920 an die Universität Göteborg, wo er zudem als Assistent am Museum in Göteborg arbeitete. Am 12. Juli 1922 wurde er in Wien mit der Arbeit „Die frühe christliche Steinbaukunst in Schweden“ zum Dr. phil. promoviert. 1923 legte er die Prüfung für das Lehramt an Mittelschulen ab. Ab 1926 studierte er Rechtswissenschaften an der Universität Wien und wurde am 29. März 1930 zum Dr. iur. promoviert. Nach Hilfsarbeitertätigkeit am Kunsthistorischen Institut der Universität Wien arbeitete er ab 1928 als Archäologe am Niederösterreichischen Landesmuseum und wurde in der Folge niederösterreichischer Landesarchäologe.
Nach dem Abschluss des Jurastudiums trat er 1930 in den Dienst der niederösterreichischen Landesregierung ein. Ab Februar 1934 gehörte er der illegalen NSDAP an und trat der Partei regulär zum 1. Mai 1938 bei (Mitgliedsnummer 6.330.487). In der NSDAP machte er Karriere als juristischer Berater von Josef Leopold, Edmund Glaise von Horstenau und Seyß-Inquart. Im österreichischen Ständestaat machte er, trotz seiner illegalen Mitgliedschaft in der NSDAP, ebenfalls Karriere. Am 22. Dezember 1935 wurde er Ministerialsekretär im Kanzleramt Österreichs.
Zum 12. März 1938 trat Wimmer der SS bei (SS-Nummer 308.221) und wurde am 13. März 1938 während des „Anschlusses“ Österreichs als Staatssekretär ins Kabinett berufen. Er arbeitete in Zusammenarbeit mit der deutschen Verwaltung das Gesetz über die Wiedervereinigung Österreichs mit dem Deutschen Reich aus. Nach dem Anschluss leitete Wimmer als Staatssekretär des Inneren die Abteilung Rechtsangleichung, er organisierte dabei insbesondere die Angleichung der Verwaltung und deren Gliederung an die Strukturen des sog. „Altreiches“. Seit dem 4. August 1939 war er Staatskommissar beim Reichsstatthalter Seyß-Inquart.
Wimmer war auch Mitglied bei der NSV, beim NSRB und RDB. Im Mai 1939 wurde er Gaugruppenwalter Verwaltungsrechtswahrer bei der Gauführung Wien des NSRB.
Seit dem 8. September 1939 zunächst kommissarisch, war er seit dem 1. April 1940 endgültig Regierungspräsident in Regensburg zuständig für Niederbayern und die Oberpfalz, ein Amt, das er offiziell bis zum 14. September 1943 innehatte. Bereits seit Mai 1940 nahm er als Generalkommissar für die Verwaltung und die Justiz unter Reichskommissar Seyß-Inquart eine zentrale Position in der Besatzungsverwaltung der Niederlande ein und war ab 1944 kommissarisch in Personalunion Generalkommissar für Wirtschaft und Finanzen. Diese Positionen behielt er bis 1945, als er auf Befehl der Engländer die Geschäfte an die niederländische Regierung übergab. Mitte Mai 1942 erreichte er bei der SS mit der Beförderung zum SS-Brigadeführer seinen höchsten SS-Rang.
Von Mai 1945 bis August 1947 befand er sich in britischer Kriegsgefangenschaft und danach bis März 1949 im Internierungskrankenhaus Garmisch-Partenkirchen. Seine Entnazifizierung erfolgte am 17. März 1949 in Regensburg als Mitläufer in Gruppe IV.
Am 13. und 14. Juni 1946 wurde Wimmer bezüglich der Besatzungszeit in den Niederlanden als Zeuge der Verteidigung während des Nürnberger Hauptkriegsverbrecherprozesses vernommen. 1947 wurde er vom Niederländischen Institut für Kriegsdokumentation interviewt, die niederländische Justiz sah jedoch von der Strafverfolgung ab. 1957 stellte die österreichische Justiz aufgrund der österreichischen NS-Amnestie das Verfahren gegen ihn ein, worüber er durch einen Anwalt ein Jahr später einen Bescheid erwirkte.
Von 1949 bis 1953 war er als Leiter der Rechtsabteilung in der Direktion der Mannheimer Lebensversicherung tätig.